# Ingrid Steeger singt Klimbim
Ingrid Steeger singt Klimbim est le seul album de l'actrice Ingrid Steeger, paru en 1975, alors qu'elle est l'héroïne de la série télévisée Klimbim.

## Histoire
Pour profiter de la popularité de la série télévisée, la Westdeutscher Rundfunk décide de sortir un disque avec l'actrice principale. On présente Ingrid Steeger comme la « Marilyn Monroe allemande ». Alors qu'elle ne peut pas chanter à ce moment-là et sa voix haute était modifiée dans la série, elle entre en studio avec le producteur Abi Ofarim. Il compose la plupart des chansons avec sa guitare et apprend les paroles à Steeger. L'enregistrement s'étale sur quatre ou cinq semaines. Harold Faltermeyer est ingénieur du son. Les instruments sont enregistrés par des musiciens de studio de Munich (comme Paul Vincent Gunia). Comme Steeger ne possède aucune technique de respiration, elle trouvé les enregistrements très difficiles.

## Publications
L'album sort en 1975 en vinyle 33 tours et en cassette audio sur le label Europa. 35 ans plus tard, il est réédité par le label indépendant Sireena Records avec un titre inédit.

## Chansons de l'album
1. Klimbim-Ouvertüre – 3:03
2. Ottokar – 2:14
3. Einmal ist keinmal – 1:46
4. Jetzt kommt die große Karriere – 3:11
5. Bericht aus Bonn – 2:10
6. Linda – 2:30
7. Der muss Rhein – 2:06
8. Der Star aus der Paloma-Bar – 3:09
9. Uah, deine Lippen – 2:27
10. Am 1. April – 2:15
11. Aber sonst ist alles OK! – 2:55
12. Der Schneemann – 3:02
13. Klimbim-Finale – 2:08

Bonustrack
1. Ich bin nicht der Mount Everest – 2:30

## Source de la traduction
- (de) Cet article est partiellement ou en totalité issu de l’article de Wikipédia en allemand intitulé « Ingrid Steeger singt Klimbim » (voir la liste des auteurs).